# Fantasía Bética
La Fantasía Bética (o Fantaisie Bétique) è un'opera per pianoforte di Manuel de Falla composta nel 1919.

## Storia
Il termine betico viene dal latino baeticus e designa la regione spagnola dell'Andalusia.
La sua composizione è posteriore a quella delle grandi opere musicali per palcoscenico del musicista spagnolo (Il Cappello a tre punte, La vida breve ...), che ha scritto poco per pianoforte. Si tratta di un lavoro commissionato da Arthur Rubinstein, che però apprezzò relativamente poco la partitura, trovandola più austera delle precedenti, sebbene il flamenco vi sia fortemente presente.
La prima dell'opera fu tenuta proprio da Rubinstein a New York nel 1920, che in seguito non la propose più in concerto.
La sua esecuzione richiede poco meno di un quarto d'ora.

## Discografia parziale
- Alicia De Larrocha, EMI
- Gonzalo Soriano, EMI
- Jean-François Heisser, Mirare